# Kraftwerk Bäckermühle
Das Kraftwerk Bäckermühle ist ein Laufwasserkraftwerk am Auer Mühlbach in München. Es wurde auf dem Gelände der in den 1960er Jahren abgerissenen Bäcker-Kunstmühle errichtet.

## Lage
Die Bäckermühle liegt in dem Münchener Stadtteil Untergiesing im Stadtbezirk 18 Untergiesing-Harlaching. Sie liegt am Auer Mühlbach am Fuß des Isarhochufers an der Stelle, an der sich oberhalb des Hochufers das Stadion an der Grünwalder Straße befindet. Dort liegt sie zwischen den zwei getrennt verlaufenden Abschnitten der Candidstraße, von denen der eine den Giesinger Berg hinaufführt und der andere in den Candidtunnel mündet.

## Geschichte

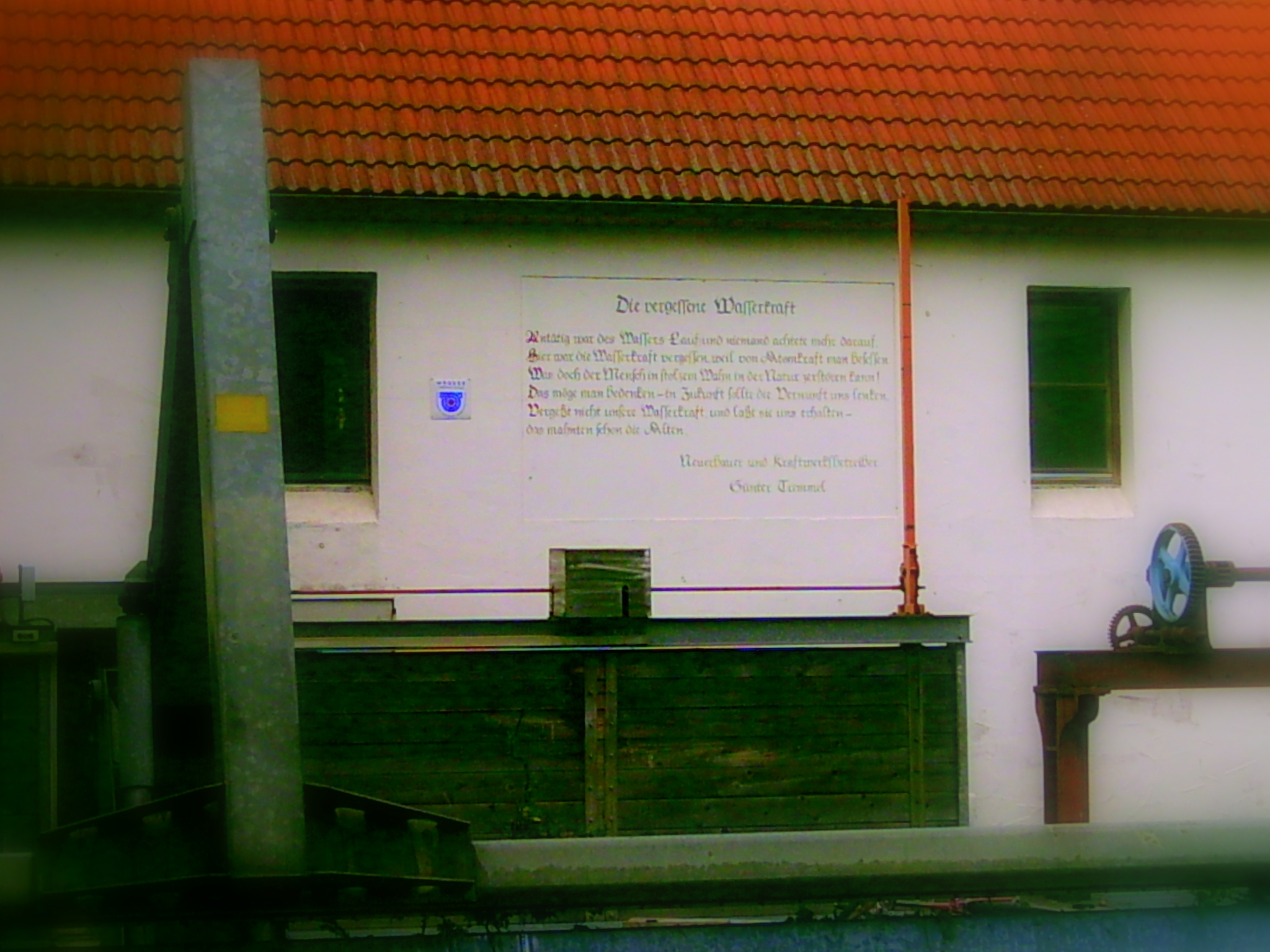
Südseite mit Anti-Atomkraft-Gedicht

An der Stelle des heutigen Kraftwerks stand die Bäcker-Kunstmühle, eine Nachfolgerin der ältesten urkundlich erwähnten Mühle Münchens. In den 1960er Jahren wurde sie stillgelegt und abgerissen.
Im Jahr 1986 pachtete der Kfz-Meister Günter Tremmel einen Teil des Grundstücks der Mühle von der Stadt und errichtete darauf in den Jahren 1987 und 1988 ein Laufwasserkraftwerk mit zwei Turbinen. Es liefert durchschnittlich 138 kW elektrischer Leistung.
Tremmel sah den Bau des Kraftwerks weniger als wirtschaftliche Investition, sondern mehr als Aufruf zu einer Umkehr in der Energiepolitik. Nach der Katastrophe von Tschernobyl war die Gefahr von Kernkraftwerken wieder stärker in das öffentliche Bewusstsein geraten und es wurden Alternativen gesucht.
An der Südwand des Kraftwerks sind als Ausdruck der Intention des Erbauers die folgenden Verse angebracht:

„Untätig war des Wassers Lauf - und niemand achtete drauf
 
Hier war die Wasserkraft vergessen, weil von Atomkraft man besessen
 
Was doch des Menschen stolzer Wahn in der Natur zerstören kann
 
Das möge man bedenken; in Zukunft sollte die Vernunft uns lenken
 
Vergeßt nicht unsere Wasserkraft und laßt sie uns erhalten -
Das mahnten schon die Alten.“